# Benteli
Der Benteli Verlag ist ein Schweizer Buchverlag mit Sitz in Salenstein. Schwerpunkt der Verlagstätigkeit bildet die Publikation von Büchern aus den Bereichen Bildende Kunst, Fotografie und Kulturgeschichte.

## Geschichte
Albert Benteli gründete am 21. Februar 1899 die Druckerei Benteli in Bümpliz bei Bern. Mit der für damalige Zeiten modernsten Drucktechnik und einer grossen leistungsfähigen Satzabteilung gehörte die Druckerei schon bald zu den führenden Druckhäusern in Europa.
Bereits 1902 wurde die Druckerei durch die Gründung eines Verlags erweitert. Es entstand der Benteli Verlag, der vorerst politische Bücher und Dokumente der Schweiz verlegte. Unter der Leitung des Schwiegersohnes von Alfred Benteli, Hans Meyer-Benteli, wandte sich der Verlag in den Vierziger- und Fünfzigerjahren vermehrt der Publikation von Kunstbüchern zu. Vor allem durch die persönlichen Beziehungen zu Klee und Kandinsky erschienen die ersten hochqualitativen Drucke ihrer Werke.
1962 übernahm Eduard Schaap nach seiner Heirat mit Meret Meyer-Benteli die Leitung von Verlag und Druckerei. Der später unter seinem Künstlernamen Ted Scapa international bekannte Karikaturist und Künstler erweiterte das Verlagsprogramm stark. Vor allem Humor-, aber auch Kochbücher sowie Belletristik wurden verlegt. Besonders durch die Herausgabe von umfangreichen Katalogbüchern zu wichtigen internationalen Kunstausstellungen erhielt der Verlag sein internationales Renommee. In dieser Zeit erschienen viele Publikationen über Jean Tinguely und Niki de Saint Phalle, aber auch über Hodler, Picasso, Chagall, Miró u. a.
1989 wurden Druckerei und Verlag getrennt und gingen als eigenständige Firmen in die Hand der Espace Media Groupe in Bern über. Der Sitz beider Firmen wurde von Bümpliz nach Wabern bei Bern verlegt. 1991 übernahm die Tages-Anzeiger-Gruppe 50 % der Anteile des Benteli Verlags, um die Förderung des hauseigenen «Werd Verlages» zusammen mit dem Benteli Verlag zu ermöglichen und beiden eine breitere Medienplattform zu bieten.
1995 wurde diese Zusammenarbeit wieder aufgelöst, da die Verlagsprogramme der beiden Verlage zu unterschiedlich waren. Die Espace Media Groupe besass daraufhin bis 2001 wieder 100 % der Verlagsanteile. Von 2001 bis 2007 übernahm die Neue Zürcher Zeitung mit 60 % die Mehrheit des Verlags. In dieser Zeit erschien als grösstes Buchprojekt das monumentale Werkverzeichnis von Paul Klee in neun Bänden. Durch eine Vielzahl von Künstlermonografien und der starken Erweiterung des Programms im Bereich der Fotografie erhielt der Verlag ein neues Profil, das bis heute Bestand hat.
Seit dem Oktober 2009 gehörte der Verlag zur bsmediagroup ag, deren Besitzer Markus Bättig und Daniel Stierli den Verlag im Juli 2007 von Victor Heer übernommen hatten und ihn zunächst in die «Heer Druck AG» integrierten.
Per 1. Oktober 2014 erwarb die Braun Publishing AG den Benteli ebenso wie den Niggli Verlag, die nunmehr als eigenständige imprints geführt werden. Verleger ist seitdem Markus Sebastian Braun.